# Nord-Vammsjön
Nord-Vammsjön är en sjö i Haldens kommun i Østfold fylke och Strömstads kommun i Bohuslän och ingår i Strömsåns huvudavrinningsområde. Sjön är 12 meter djup, har en yta på 0,161 kvadratkilometer och befinner sig 125,3 meter över havet. Sjön avvattnas av vattendraget Strömsån. Vid provfiske har abborre, mört och öring fångats i sjön.

## Delavrinningsområde
Nord-Vammsjön ingår i det delavrinningsområde (654139-124750) som SMHI kallar för Vid Q i Län punkt. Medelhöjden är 143 meter över havet och ytan är 13,71 kvadratkilometer. Det finns ett avrinningsområde uppströms, och räknas det in blir den ackumulerade arean 22,39 kvadratkilometer. Avrinningsområdets utflöde Strömsån mynnar i havet. Avrinningsområdet består mestadels av skog (80 %) och öppen mark (16 %). Avrinningsområdet har 0,19 kvadratkilometer vattenytor vilket ger det en sjöprocent på 1,4 %.